# Ерубаев, Саттар Аскарович
Сатта́р Аска́рович Еруба́ев (каз. Саттар Асқарұлы Ерубаев; 1914, Туркестанский район ныне Южно-Казахстанской области, Российская империя — 2.6.1937, Алматы, КазССР, СССР) — советский писатель.

## Биография
Родился в 1914 году в 21 ауле Туркестанского района Южно-Казахстанской области. Происходит из племени конырат. Учился в семилетней школе туркестанского детдома. В 1930 году, после успешного окончания подготовительных курсов при высшем учебном заведении Наркомпроса КазАССР, был направлен в Ленинградский институт истории, философии и лингвистики, который окончил в 1933 году, защитив дипломную работу на тему «Русский неоромантизм и казахская национальная литература».
По окончании учёбы работал: заведующим литературным отделом газеты «Ленинская смена», затем заместителем ответственного редактора газеты «Лениншіл жас» (ныне «Жас Алаш»), в газете «Қарағанды пролетариаты» (1934—1935), параллельно работал ассистентом кафедры философии Высшей сельскохозяйственной школы Алма-Аты, где читал лекции и вёл семинары. В 1935 году стал одним из организаторов 1-го съезда журналистов Казахстана. В 1935—1936 учебном году стал аспирантом Ленинградского университета, но заболел, отучился год и вернулся на родину. С сентября 1936 года в должности доцента кафедры казахской литературы КазПИ им. Абая (ныне КазНПУ им. Абая) читал лекции по истории и теории литературы. В начале 1937 года самочувствие ухудшилось, 22 февраля был отправлен лечиться на курорт «Коменское плато», где продолжил работу над романом «Мои ровесники» и совместно с М. Жангалиным составил «Эдебиет хрестоматиясы» («Хрестоматию литературы») для 10 классов казахской школы.
Умер из-за болезни 2 июня 1937 года. Похоронен на Центральном кладбище Алматы.

## Признание и память
Посмертно:
- Первый лауреат премии Ленинского комсомола в Казахстане (1966);
- Премия имени Николая Островского в честь 50-летия комсомола (1968);
- Имя увековечено на Всесоюзной доске памяти;
- Его именем названы: улица в Караганде, в г. Туркестане — школа-интернат, где осенью 2004 г. был открыт памятник, школа-лицей 24 в городе Шымкенте[6].

## Творчество
Перевёл очерк Чуковского «Герои Сарыарки», роман Берзина «Краткая история жизни Сексенбая», произведения С.Глеца, Ф.Войскопа, И.Эренбурга.
Автор романа «Мои ровесники», новелл «Счастье», «Бессмертие», «О будущей войне», «Красота жизни», баллад «Рапорт о жизни», «Песнь о бессмертии», «Осенний фрагмент», «Песня поэта», «Баллада о трёх шахтёрах», сатирических рассказов «Жалк аулар» («Лодыри», 1933) и др.